# ウルフ・アロン
ウルフ アロン（英語: Aaron Phillip Wolf、日本姓：木村、1996年〈平成8年〉2月25日 - ）は、アメリカ系日本人の元柔道家、タレント、プロレスラー。
東京都葛飾区出身。階級は100kg級。身長181cm。組み手は左組み。得意技は大内刈。
2021年開催の東京オリンピック柔道男子100kg級金メダリスト。
父親はアメリカ人で駒澤大学の講師、母は日本人。

## 経歴

### 高校まで
柔道は6歳の時に講道館にある春日柔道クラブで始めた。最初の練習に行った時に指導者の向井幹博に面白かったかと聞かれると、実際は面白くなかったのに、向井が恐くて気を使って面白いと言ってしまったために柔道を続けることになってしまった。クラブでは1学年上にベイカー茉秋、1学年下に朝比奈沙羅がいた。小学校3年の時に都大会で負けたことがきっかけで、向井の指示によりそれまでの右組みから左組みに変わった。全国少年柔道大会の団体戦では小学校5年の時に2位、6年の時に3位となった。しかし、文京区立第一中学1年までは柔道をあまり楽しいとも思わず、一時期は勉強の方に力を入れて学年で3番になったこともあったという。高校では柔道をやめてアメリカンフットボールに取り組む予定だった。ところが、中学2年の時に1年後輩の村田大祐に練習で何度も投げられるうちに悔しさがこみ上げてきて、それをきっかけに柔道に力を入れるようになった。
東海大浦安高校に進学すると、1年の高校選手権では個人戦無差別で國學院大栃木高校の横山尭世の払巻込で敗れて2位に終わり、団体戦では1学年先輩のベイカーらとともに活躍して優勝した。
2年の時には全日本カデ90kg超級で優勝すると、金鷲旗でも優勝を飾った。インターハイの個人戦100kg級では3位だったが、団体戦では優勝して高校3冠（全国高校選手権、金鷲旗、インターハイ）を達成することになった。国体少年男子の部でも千葉県の優勝に貢献した。高校選手権無差別では準決勝で佐藤和哉の大内返で敗れて3位だったが、団体戦ではチームの優勝に貢献した。3年の金鷲旗でも優勝を飾った。インターハイ100kg超級では準々決勝で佐藤をGSに入ってから有効で下すなどして優勝したものの、団体戦では準々決勝で修徳高校に敗れて、2年連続の高校3冠はならなかった。全日本ジュニアでは3位だったが、国体少年男子の部では2連覇を果たした。その後階級を100kg級に変更して講道館杯に出場するが初戦で敗れた。2014年3月には全日本選手権関東予選で優勝を果たした。

### 大学
4月からは東海大学へ進学した。全日本選手権では初戦で元チャンピオンである新日鉄住金の高橋和彦に技ありで敗れた。優勝大会ではチームの7連覇に1年生ながら貢献し、全日本ジュニアでは優勝を果たした。しかし世界ジュニアでは準々決勝でロシアのラマザン・マルスイゲノフの合技で敗れるも、敗者復活戦を勝ち上がって3位になった。続く講道館杯では大学の先輩となる旭化成の羽賀龍之介の送襟絞で敗れるも3位となった。
2年の時には、4月の選抜体重別初戦でウルフの大学の13年先輩にあたる増渕樹の内股で敗れた。6月の優勝大会決勝で筑波大学と対戦すると、大将戦で81kg級の永瀬貴規に指導2で敗れて大会8連覇を逃すことになった。その直後に出場したグランプリ・ウランバートルでIJFワールド柔道ツアー初優勝を飾った。グランプリ・タシュケントでも優勝を飾った。体重別団体でも優勝した。11月の講道館杯では決勝で京葉ガスの下和田翔平と対戦すると、先に有効2つを取られるも終盤に内股で逆転勝ちした。この際にウルフは、「顔はハーフで（男前じゃなくて）失敗しましたけど、柔道は失敗したくないですね」と発言して場内の笑いを誘った。12月のグランドスラム・東京では初戦でアゼルバイジャンのエルマール・ガシモフに小外掛で敗れた。
3年の時には4月の選抜体重別の決勝で下和田を指導2で破って今大会初優勝を飾った。5月にはグランドスラム・バクーの準決勝でベカ・グビニアシビリの大内返で敗れるも、3位決定戦でカール＝リヒャルト・フライを内股で破って3位になった。6月の優勝大会では全試合に一本勝ちしてチームの2年ぶりの優勝に貢献した。10月の学生体重別では決勝で慶応義塾大学の後藤隆太郎を指導2で破って優勝した。体重別団体では決勝の国士舘大学戦で一本勝ちするも、チームは敗れて2位に終わった。11月の講道館杯では決勝で国士舘高校3年の飯田健太郎を内股の技ありで破って2連覇を果たした。12月のグランドスラム・東京では2回戦でスウェーデンの選手に腕挫十字固で敗れた。2017年2月のグランプリ・デュッセルドルフでは決勝でベルギーのトマ・ニキフォロフに開始早々の片手絞で敗れて2位に終わった。
4年の時には4月の体重別準決勝で飯田を内股の技ありで破ると、決勝では羽賀と対戦してGSを含めて総計12分以上に及ぶ試合の末に指導2を取って今大会2連覇を飾り、世界選手権代表に選出された。全日本選手権では準々決勝で京葉ガスの上川大樹にGSに入ってから反則勝ちすると、準決勝では千葉県警の加藤博剛に巴投で有効を先取されるも終了15秒前に逆転の反則勝ちを収めるが、決勝では大学の3年先輩である旭化成の王子谷剛志にGSに入ってから指導2で敗れて2位だった。6月の優勝大会では決勝の明治大学戦で田中源大を大内刈の技ありで破るなど全勝してチームの2連覇に貢献した。9月の世界選手権では準々決勝でリオデジャネイロオリンピック銀メダリストのガシモフ、準決勝でも世界ランキング1位であるオランダのミハエル・コレルをそれぞれ技ありで破った。決勝ではリオデジャネイロオリンピックの90kg級銀メダリストであるジョージアのヴァルラーム・リパルテリアニと対戦すると、指導2を先取されるもGSに入ってから大内刈で技ありを取って優勝を飾った。試合後のインタビューでは、「しぶとさで負ける気はなかった。終盤になれば絶対に自分のペースになる」「このまま突っ走って、東京五輪も必ず優勝する」と語った。10月の体重別団体では準決勝まで全て一本勝ちすると、決勝の国士舘大学戦でも飯田から技あり2つを取って完勝してチームの優勝を決定付けた。この際に、「主将としての仕事ができた。起承転結の結という感じ」とコメントした。12月にはグランドスラム・東京に出場予定だったが、右胸鎖関節挫傷で出場を回避した。2018年1月には左膝半月板を損傷して3か月の加療が必要になったため、2月に出場予定だったグランドスラム・パリをキャンセルした。

### 大学卒業後
2018年4月からは学校法人了徳寺大学の職員となった。体重別はケガの影響で出場しなかったが、世界選手権代表に選出された。また、ウルフ自身は一度も選考大会に出場しないままの選出となったが、その理由を男子代表監督の井上康生は「一番は世界王者であること。羽賀と飯田が対抗馬だったが、年間の国内外大会の結果を踏まえて決めた」と説明した。6月にはケガからの復帰戦となった実業団体3部でオール一本勝ちして、チームの優勝に貢献した。8月のグランプリ・ブダペストでは決勝でドイツのカール＝リヒャルト・フライを大内返で破って優勝した。9月の世界選手権では準々決勝でロシアのニヤス・イリアソフに小外掛で敗れて連覇はならなかった。その後の3位決定戦でもモンゴルのルハグバスレン・オトゴンバータルに隅落で敗れて5位に終わった。試合後には、「（選考大会に一つも出ず代表に選ばれて）自分の実力でつかんだ代表ではないので優勝したかった。申し訳ない」とコメントした。11月のグランドスラム・大阪では決勝まで進むと、カナダのシャディ・エルナハスを合技で破って優勝した。2019年1月には東京オリンピックに向けた準備に全てを集中させたいため、昨年から在籍していた東海大学大学院の体育学研究科を休学することに決めた。東京オリンピック後に復学予定だという。
2019年2月のグランドスラム・パリでは決勝でリパルテリアニに内股の技ありで敗れて2位に終わった。4月の体重別では決勝で羽賀に大内返の技ありで敗れて2位にとどまったが、世界選手権代表には選出された。続く全日本選手権では準々決勝で一昨年に本大会決勝で敗れた王子谷を内股で破ると、準決勝ではパーク24の小川雄勢を大内刈、決勝では加藤博剛をGSに入ってから支釣込足の技ありで破って、平成最後の大会で初優勝を飾った。なお、2013年の穴井隆将以来6年ぶりに100kg級の選手が今大会を制した。試合後には次のように語った。「スタミナ、力強さ、粘り強さを前面に出して試合ができた」「思っていたより何十倍もうれしい」「井上先生、鈴木先生を超えるような柔道家になりたい」。また、ウルフは自らが活躍できる理由として、大学の後輩で付き人の堀川拓哉に依るところが大きいと語っている。6月の実業団体2部には出場しなかったが、チームは優勝した。全日本選手権の優勝報告会では、所属先の了徳寺大学理事長の了徳寺健二から1000万の報奨金を贈呈された。7月のグランプリ・ブダペストでは決勝でエストニアのグリゴリ・ミナスキンを内股で破るなど全て一本勝ちして今大会2連覇した。8月に東京で開催された世界選手権では準々決勝で元世界チャンピオンである韓国のチョ・グハムにGSに入ってから一本背負投で技ありを取られて敗れた。その後の3位決定戦ではガシモフを技ありで破って3位になった。なお、100kg級の元世界チャンピオンである穴井隆将は、ウルフの敗戦について次のように指摘した。「ゴールデンスコア（延長戦）に入ると圧倒的な強さをみせることから『ウルフタイム』といわれていますが、今後はそれをあてにしない方がいい。延長にならないような戦い方こそ求められます」。11月のグランドスラム・大阪では準々決勝で飯田を大内刈の技ありで破るも、準決勝でガシモフに浮技で敗れた。3位決定戦ではヨーロッパチャンピオンであるロシアのアルマン・アダミアンを合技で破って3位になった。12月のワールドマスターズでは3回戦で世界チャンピオンのジョルジ・フォンセカに反則勝ち、準決勝でイリアソフを技ありで破るも、決勝ではコレルにGSに入ってから背負投の技ありで敗れて2位に終わった。決勝で右膝を負傷したために手術を施した。
2020年2月にはグランドスラム・デュッセルドルフに出場予定だったが、右膝半月板損傷により取り止めた。その後に開かれた強化委員会で、強化委員全員の満場一致により、東京オリンピック代表が内定した。2番手選手とのこれまでの成績差が歴然だと強化委員の3分の2以上によって判断された場合は東京オリンピック代表が内定することになっていた。代表内定となったウルフは、「歴史に名を刻みたい」と決意を述べた。3月にはコロナウイルスの影響により東京オリンピックの開催が1年ほど延期されることになり、代表権の維持が不透明となっている事態に対して、「もし（選考を）やり直しでも勝つ自信があるし、動揺はない」とする一方で、「1年延期になっても名称は東京2020大会。20年までに強かった選手を出すのがセオリーだと思う。自分がもし代表から漏れている選手だとしたら、そこから代表になりたいとは思わない」と述べた。また、全柔連がこの問題に迅速な判断を示すべきだと主張した。5月に全柔連は常務理事会と強化委員会を開いて、1年延期になった東京オリンピックでは2月に決まっていた代表内定選手の権利を維持する方針を確認した。内定選手は激越な代表選考をすでに経ているとしたうえで、国際大会の再開が今だ不透明で再選考が容易でないことを最大の理由に挙げている。一方で強化委員長の金野潤は、「現場の監督、コーチが現内定選手で闘う自信をしっかり持っていることが一番の決め手」だと説明した。その後、全柔連の全理事と監事の承認を得て、代表内定選手の維持が正式に決まった。12月に開催が延期された全日本選手権は、右膝の負傷でリハビリに取り組んでいることを理由に出場を断念した。
2021年4月のグランドスラム・アンタルヤでは準決勝でアダミアンを技ありで破るも、決勝でアゼルバイジャンのゼリム・コツォイエフに反則負けして2位にとどまった。その直後のアジア・オセアニア選手権では決勝でウズベキスタンのムハンマドカリム・フラモフを内股で破って優勝した。7月に日本武道館で開催された東京オリンピックでは準々決勝でイスラエルのピーター・パルチック、準決勝でリパルテリアニをそれぞれ技ありで破ると、決勝ではチョ・グハムを大内刈で破ってオリンピック初優勝を飾った。今回の優勝により、男女合わせて史上10人目となる三冠（全日本柔道選手権大会、世界柔道選手権大会、オリンピック柔道競技）を達成することになった。試合後のインタビューでは次のように語った。「自分自身の泥臭い柔道を貫くことができてよかった。接戦になればなるほど、持ち味が出せると思った」「（シドニー以来となるこの階級での金メダルについて）自分が取り戻してやろうと思っていたので、実感はないが最高です」。東京オリンピック混合団体では初戦のドイツ戦でヨハネス・フレイを技ありで破ったが、準決勝のロシアオリンピック委員会戦では出番がなかった。決勝のフランス戦ではテディ・リネールに技ありを取られて敗れると、チームも敗れて2位にとどまった。
2022年4月の体重別は右足関節前脛腓靱帯損傷を理由に出場を見合わせた。そのため、世界選手権代表には選出されなかったが、アジア大会代表には選ばれた。8月には東京オリンピック以来約1年ぶりの大会となるアジア選手権に出場予定だったが、新型コロナウイルスの陽性反応が出たため、出場を見合わせることになった。オリンピック以来1年3か月振りの試合となった10月の講道館杯では、準決勝で天理大学4年の植岡虎太郎に反則負けを喫して3位だった。12月のグランドスラム・東京では初戦で伏兵であるイタリアのジェンナーロ・ピレッリに反則負けを喫した。続くワールドマスターズでも初戦でルーマニアのアスレイ・ゴンサレスに技ありで敗れた。
2023年4月1日からパーク24に移籍することを発表した。体重別では決勝で日体大4年のグリーンカラニ海斗を技ありで破って優勝した。6月のグランドスラム・ウランバートルでは準決勝でリパルテリアニに合技で敗れて3位だった。8月のワールドマスターズでは2回戦でジョージアのイリア・スラマニゼに腕挫十字固で敗れた。アジア大会では準々決勝でカザフスタンのヌルリハン・シャルハンに反則負けを喫すると、その後の3位決定戦でもUAEのジャファル・コストエフに技ありで敗れて5位だった。12月のグランドスラム・東京では準々決勝で前年に続いてピレッリに反則負けを喫すると、その後の敗者復活戦でもコレルに背負投で敗れて7位に終わった。
2024年2月のグランドスラム・パリでは3回戦でモンゴルのバトフヤグ・ゴンチグスレンに逆転勝ちするなどして決勝まで進むと、90kg級の元世界チャンピオンであるスペインのニコロス・シェラザディシビリを技ありで破って優勝した。パリオリンピック代表争いを繰り広げていた世界ジュニアチャンピオンで東海大学1年の新井道大が今大会の3回戦で敗れたこともあって、男女全階級を通して唯一代表が決まっていなかった100kg級でのパリオリンピック代表が有力となった。その後の強化委員会で2大会連続のオリンピック代表が決まった。3月のグランドスラム・アンタルヤでは準々決勝でブラジルのレオナルド・ゴンカルべスに技ありで敗れるも、その後の敗者復活戦でセルビアのアレクサンダル・クコルを横落で破ると、3位決定戦では世界チャンピオンとなったアダミアンとの対戦となるも相手が棄権したため不戦勝となり3位になった。5月のグランドスラム・アスタナでは決勝でスイスのダニエル・アイヒを内股で破って優勝した。8月のパリオリンピックでは準々決勝でスラマニゼに技ありで敗れると、敗者復活戦でもシェラザディシビリに内股で敗れて7位にとどまった。混合団体では準々決勝と準決勝に出場してともに勝利するが、チームは決勝で敗れて2位だった。9月には2025年6月の実業団体で現役を引退することを表明した。10月の国スポでは佐賀県チームの一員で出場して、チームの優勝に貢献した。
2025年4月の全日本選手権では3回戦で旭化成の中野寛太に有効で敗れた。現役最後の試合となった6月の実業団体では、決勝の旭化成戦で飯田を技ありで破るなど3戦全勝したが、チームは敗れて2位にとどまった。その大会直後に現役を引退した。6月10日に行なった引退会見では、引退後の進路について「自分自身が表に立ちたい気持ちが強い」とし、指導者に転身することを否定した。

### 新日本プロレス
2025年6月23日、新日本プロレスへの入団を発表。柔道からプロレスへ転向するものは多いが、五輪メダリストとしては小川直也以来、日本人金メダリストのプロレス転向は史上初である。会見では「『なぜプロレスを?』と言われたら、『好きだから』です。」と言い切った。6月29日の愛知県体育館大会「TANAHASHI JAM～至（いたる）」に来場し、初めて新日本プロレスの観客の前で挨拶した。

## 戦績
- 2006年 - 全国少年柔道大会 団体戦 2位
- 2007年 - 全国少年柔道大会 団体戦 3位

100kg超級での戦績
- 2012年 - 高校選手権 個人戦 無差別 2位 団体戦 優勝
- 2012年 - 全日本カデ 優勝（90kg超級）
- 2012年 - ポーランドカデ国際 優勝（90kg超級）
- 2012年 - 金鷲旗 優勝
- 2012年 - インターハイ 個人戦100kg級 3位 団体戦 優勝
- 2012年 - 国体 少年男子の部 優勝
- 2013年 - 高校選手権 個人戦無差別 3位 団体戦 優勝
- 2013年 - 金鷲旗 優勝
- 2013年 - インターハイ 個人戦 優勝 団体戦 5位
- 2013年 - 全日本ジュニア 3位
- 2013年 - 国体 少年男子の部 優勝
- 2013年 - エクサンプロヴァンスジュニア国際 優勝
- 2014年 - 優勝大会 優勝

100kg級での戦績
- 2014年 - 全日本ジュニア 優勝
- 2014年 - 世界ジュニア 3位
- 2014年 - 講道館杯 3位
- 2015年 - 優勝大会 2位
- 2015年 - グランプリ・ウランバートル 優勝
- 2015年 - グランプリ・タシュケント 優勝
- 2015年 - 体重別団体 優勝
- 2015年 - 講道館杯 優勝
- 2016年 - グランドスラム・パリ 3位
- 2016年 - 選抜体重別 優勝
- 2016年 - グランドスラム・バクー 3位
- 2016年 - 優勝大会 優勝
- 2016年 - 学生体重別 優勝
- 2016年 - 体重別団体 2位
- 2016年 - 講道館杯 優勝
- 2017年 - グランプリ・デュッセルドルフ 2位
- 2017年 - 選抜体重別 優勝
- 2017年 - 全日本選手権 2位
- 2017年 - 優勝大会 優勝
- 2017年 - 世界選手権 優勝
- 2017年 - 体重別団体 優勝
- 2018年 - 実業団体3部 優勝
- 2018年 - グランプリ・ブダペスト 優勝
- 2018年 - 世界選手権 5位
- 2018年 - グランドスラム・大阪 優勝
- 2019年 - グランドスラム・パリ 2位
- 2019年 - 選抜体重別 2位
- 2019年 - 全日本選手権 優勝
- 2019年 - グランプリ・ブダペスト 優勝
- 2019年 - 世界選手権 3位
- 2019年 - グランドスラム・大阪 3位
- 2019年 - ワールドマスターズ 2位
- 2021年 - グランドスラム・アンタルヤ 2位
- 2021年 - アジア・オセアニア選手権 優勝
- 2021年 - 東京オリンピック 優勝
- 2021年 - 東京オリンピック混合団体 2位
- 2022年 - 講道館杯 3位
- 2023年 - 体重別 優勝
- 2023年 - グランドスラム・ウランバートル 3位
- 2023年 - アジア大会 5位
- 2023年 - グランドスラム・東京 7位
- 2024年 - グランドスラム・パリ 優勝
- 2024年 -　グランドスラム・アンタルヤ 3位
- 2024年 - グランドスラム・アスタナ　優勝
- 2024年 - パリオリンピック　7位
- 2024年 -  パリオリンピック混合団体 2位
- 2024年 - 国スポ　優勝
- 2025年 - 実業団体　2位

（出典、JudoInside.com）

## 受賞
- 2021年 - 紫綬褒章[111]

## 人物
2019年4月に結婚したが、2022年5月に離婚した。

### 趣味・特技
遊戯王、魚捌き。

### エピソード
自身を動物に例えると、という問いに対し、「名前からしたらオオカミだが、オオカミの皮を被ったお笑い芸人のタカさん（タカアンドトシ）」と答えている。
東京オリンピック柔道男子100kg級において金メダルを獲得した功績をたたえ、2022年2月1日、神奈川県秦野市の秦野東海大学前郵便局前に記念のゴールドポスト（第60号）が設置された（ゴールドポストプロジェクト）。
2021年10月9日に放送された『オールスター感謝祭21秋』（TBSテレビ）においてクイズ成績総合2位に輝き、100万円を獲得した。
2021年11月23日、『赤江珠緒 たまむすび』（TBSラジオ）にゲスト出演。2022年9月21日に同番組の放送10周年を記念して、武道館で『たまむすび in 武道館 ～10年の実り大収穫祭！～』が開催。演目「たまむすびミュージックショー」の最後に、赤江が衣装を脱いで柔道着になり柔道ショーが行われた。「日本武道館で柔道したい」と言う赤江の対戦相手として、ウルフがサプライズゲストとして登場。先にウルフが「技あり」、その後赤江がウルフを背負投をして「一本」で終了。9月28日には番組に自らメールをして採用され、武道館イベントでのエピソードが読まれた。赤江からウルフへ、ぜひまた番組へ来て欲しいので「フリーパス」の話と、サウナハットをプレゼントしたというエピソードをしている。

## 出演

### テレビ
- 今夜はナゾトレ（フジテレビ） - 不定期出演
- しゃべくり007（日本テレビ、2022年8月22日[120]）
- ジャンクSPORTS（フジテレビ、2022年9月4日[121]）
- 謎とき冒険バラエティー 世界の果てまでイッテQ!（日本テレビ、2022年9月11日[122]）
- 千鳥のスポーツ立志伝（2021年11月17日、NHK　BS1）
- そこまで言って委員会NG（若者版の企画コーナー）（読売テレビ、2022年9月18日[123]）
- ホンマでっか!?TV（フジテレビ、2022年9月21日[124]）
- 呼び出し先生タナカ（フジテレビ、2022年10月2日[125]）

### CM
- 麒麟麦酒『本麒麟』（2021年11月23日 - ） - タモリ、井上康生、江口洋介と共演。
- 東亞合成『アロンアルフア』（2021年12月9日 - ）
- 富士フイルム「お正月を写そう♪」「お正月を写そう♪2022 チェキ・エモい写真」編（2021年12月29日 - ）[126] - 広瀬すず、吉沢亮と共演。

### ラジオ
- 赤江珠緒 たまむすび（TBSラジオ、2021年11月23日[116]）

### 雑誌
- 東京カレンダー （2022年2月号）